# İqor Ponomaryov
İqor Anatolyeviç Ponomaryov (in russo Игорь Анатольевич Пономарёв?, Igor' Anatol'evič Ponomarëv; Baku, 24 febbraio 1960) è un allenatore di calcio ed ex calciatore sovietico, dal 1991 cittadino azero, di ruolo centrocampista.

## Biografia
È il padre di Anatoli Ponomaryov.

## Carriera

### Club
Durante la sua carriera ha giocato con varie squadre di club, tra cui principalmente con il Neftchi Baku.

### Nazionale
Conta una presenza con la nazionale sovietica.

## Palmarès

### Giocatore

#### Club
- Campionato svedese: 1

IFK Norrköping: 1989

#### Nazionale
- Oro olimpico: 1

Seul 1988